# Nancy McKeon
Nancy Justine McKeon (ur. 4 kwietnia 1966 w Westbury, w Stanach Zjednoczonych) – amerykańska aktorka.

## Filmografia
| Role drugoplanowe | Role drugoplanowe    | Role drugoplanowe | Role drugoplanowe |
| Rok               | Tytuł                | Rola              | Notatki           |
| ----------------- | -------------------- | ----------------- | ----------------- |
| 1985              | Trujący bluszcz      | Rhonda Malone     |                   |
| Role gościnne     |                      |                   |                   |
| Rok               | Tytuł                | Rola              | Notatki           |
| 2009–2011         | Słoneczna Sonny      | Connie Munroe     | 2 epizody         |
| 2007              | Bez śladu            | Gail Sweeney      | 1 epizod          |
| 1999              | Dotyk anioła         | Rachel            | 1 epizod          |
| 1979              | Statek miłości       | Penny Barrett     | 1 epizod          |
| Głos i dubbing    |                      |                   |                   |
| Rok               | Tytuł                | Rola              | Notatki           |
| 1979              | Scooby i Scrappy Doo | Różne głosy       | Głos              |